# Lijst van burgemeesters van Bathmen
Dit is een lijst van burgemeesters van de voormalige Nederlandse gemeente Bathmen. Het vroegere schoutambt Bathmen werd in 1811 een gemeente. Tot 1834 hadden Bathmen en Holten dezelfde burgemeester (een zogenaamde 'personele unie'). Op 1 januari 2005 is de gemeente Bathmen opgegaan in de gemeente Deventer.
| Ambtsperiode | Naam burgemeester                  | Partij of stroming | Bijzonderheden                               |
| ------------ | ---------------------------------- | ------------------ | -------------------------------------------- |
| 1811 - 1844  | Jan (J.) Pakkert                   |                    | tot 1834 tevens burgemeester van Holten      |
| 1844 - 1882  | Berend Pakkert                     |                    |                                              |
| 1882 - 1885  | Tinco Martinus Wentholt            |                    |                                              |
| 1885 - 1905  | Jacob (J.) Vitringa (ca.1858-1905) |                    |                                              |
| 1905 - 1916  | Auke (A.) Bontekoe                 |                    |                                              |
| 1916 - 1919  | jhr.dr. Alfred Boreel              |                    | eerder burgemeester van Amerongen            |
| 1919 - 1943  | P.J. Hemminga                      |                    |                                              |
| 1944 - 1945  | Pieter Jan Kugel                   |                    |                                              |
| 1945         | H. Mulders                         |                    | waarnemend, arts                             |
| 1945 - 1960  | Jan Nicolaas Bogtstra              |                    | tot 1946 waarnemend                          |
| 1960 - 1962  | mr. Willem (W.H.) Enklaar          |                    | waarnemend, burgemeester van Holten          |
| 1962 - 1983  | Pim (P.W.) Bazen                   | VVD                |                                              |
| 1982 - 1984  | mr. W.H. Enklaar                   |                    | waarnemend                                   |
| 1984 - 1997  | Jan (J.) Weierink                  | VVD                | werd burgemeester van Loon op Zand           |
| 1997 - 2000  | Bert (B.) Migchels                 | CDA                | waarnemend; was burgemeester van Schoonebeek |
| 2001 - 2005  | mr. Jan (J.) Drost                 | VVD                | waarnemend; was burgemeester van Stad Delden |